# Laura Felipe

Carina Felipe Silva (Montevideo, Uruguay; 3 de marzo de 1998), más conocida como Laura Felipe, es una futbolista uruguaya. Juega de defensora como lateral derecha con las Pumas de la Universidad Nacional de la Liga MX Femenil y en la Selección Uruguaya de Fútbol.

## Trayectoria

### Inicios
Dio sus primeros pasos en el fútbol desde los seis hasta los trece años en los clubes Sur 2000 y Don Bosco, equipos del Barrio Sur de Montevideo.

### Nacional
Por recomendación de Álvaro Gutiérrez (técnico de divisiones del club en ese entonces) realizó una prueba en Nacional. El técnico Alímedes "Pocho" Barindelli la fichó para el equipo en su primer día de entrenamiento en julio de 2011. En septiembre, a los trece años, debutó en Primera División.
Con el "tricolor" logró los campeonatos uruguayos en las temporadas 2010/11 y 2011/2012 y disputó la Copa Libertadores Femenina en las ediciones 2012 y 2013.

### Boca Juniors
En marzo de 2020 firma su contrato con el "xeneize" siendo la primera uruguaya en hacerlo. No disputó partidos y regresó por un breve periodo de tiempo a Nacional.

### River Plate
En noviembre de 2020 llega como refuerzo a River Plate de cara a la nueva temporada. Con los "millonarios" disputó la Copa Libertadores femenina 2020, teniendo actuación en los 4 partidos (360 minutos jugados).

## Selección nacional
En enero de 2012, con 13 años, disputó el Sudamericano Sub-20 en Curitiba (Brasil). Inmediatamente fue convocada al Sudamericano Sub-17 de Sucre (Bolivia) en el que logró la histórica clasificación de Uruguay a un mundial femenino (Mundial Sub-17 de Azerbaiyán) algo antes nunca logrado por "la celeste". También participó del Sudamericano Sub-17 de 2013 y el Campeonato Sudamericano Sub-20 de 2015. Fue convocada al Sudamericano Sub-20 de 2014 aunque no pudo participar debido a un problema entre la selección uruguaya y Nacional.
El 11 de septiembre de 2014 tuvo su debut con la selección mayor, disputó la Copa América 2014 y 2018.

## Estadísticas

### Clubes
| Club         | País      | Año         |
| ------------ | --------- | ----------- |
| Nacional     | Uruguay   | 2011 - 2019 |
| Boca Juniors | Argentina | 2020 - 2020 |
| River Plate  | Argentina | 2020 - 2024 |